# Успенське (Краснодарський край)
Успенське — село на південному сході Краснодарського краю. Адміністративний центр і найбільший населений пункт Успенського району. Центр Успенського сільського поселення.
Населення 11 692 мешканців (2002).
Село розташовано на лівому березі річки Кубань, за 18 км південно-східніше міста Армавір.

## Адміністративний поділ
До складу Успенського сільського поселення крім села Успенське також входять:
- селище Мічурінський,
- хутір Український,
- хутір Подковський,
- хутір Южний,
- хутір Лок,
- хутір Білецький,
- хутір Успенський

## Персоналії
- Капельгородська Надія Пилипівна (1904—1984) — українська актриса, літераторка, сценаристка.